# Хроника высокопохвального рыцарского Тевтонского ордена
Хроника высокопохвального рыцарского Тевтонского ордена — историческая компиляция, составленная Яном Кристофом во 2-й пол. XVI в. Сохранилась в ряде рукописей XVI в., часть из которых являются автографами. Содержит сведения главным образом по истории Пруссии в XVI в.

## Издания
- Cronica des hochlobwirdigen ritterlichen Teutschen ordens von Christoph Jan (von Weissenfels). Scriptores rerum Prussicarum, Bd. VI. Frankfurt am Main. 1968.

## Переводы на русский язык
- Хроника высокопохвального рыцарского Тевтонского ордена в переводе с нем. В. Шульзингера на сайте Восточная литература

- Приложения в переводе с нем. В. Шульзингера на сайте Восточная литература